# Unione Calcio AlbinoLeffe 2023-2024
Questa voce raccoglie le informazioni riguardanti l'Unione Calcio AlbinoLeffe nelle competizioni ufficiali della stagione 2023-2024.

## Rosa
Aggiornata al 17 maggio 2024.
| N. |                    | Ruolo | Calciatore        |
| -- | ------------------ | ----- | ----------------- |
| 1  | Italia (bandiera)  | P     | Leandro Pratelli  |
| 3  | Italia (bandiera)  | C     | Matteo Zanini     |
| 4  | Italia (bandiera)  | C     | Francesco Giorno  |
| 5  | Italia (bandiera)  | D     | Stefano Marchetti |
| 6  | Italia (bandiera)  | C     | Issa Doumbia      |
| 7  | Francia (bandiera) | C     | Gaël Genevier     |
| 8  | Italia (bandiera)  | C     | Michael Brentan   |
| 9  | Italia (bandiera)  | A     | Cristian Carletti |
| 10 | Italia (bandiera)  | C     | Marco Piccoli     |
| 11 | Italia (bandiera)  | A     | Mohamed Alì Zoma  |
| 13 | Italia (bandiera)  | D     | Luca Milesi       |
| 16 | Romania (bandiera) | D     | Mihai Guşu        |
| 17 | Italia (bandiera)  | C     | Duccio Toccafondi |
| 19 | Italia (bandiera)  | A     | Mattia Angeloni   |

| N. |                    | Ruolo | Calciatore                |
| -- | ------------------ | ----- | ------------------------- |
| 20 | Italia (bandiera)  | C     | Carmelo Muzio             |
| 22 | Italia (bandiera)  | P     | Christian Marietta        |
| 23 | Italia (bandiera)  | D     | Mirko Saltarelli          |
| 27 | Italia (bandiera)  | C     | Davide Munari             |
| 30 | Italia (bandiera)  | D     | Riccardo Baroni           |
| 33 | Italia (bandiera)  | D     | Diego Borghini (capitano) |
| 42 | Italia (bandiera)  | C     | Andrea Allieri            |
| 44 | Italia (bandiera)  | D     | Riccardo Gatti            |
| 60 | Italia (bandiera)  | A     | Andrea Arrighini          |
| 72 | Italia (bandiera)  | P     | Leonardo Moleri           |
| 90 | Albania (bandiera) | A     | Rrok Toma                 |
| 91 | Italia (bandiera)  | A     | Salvatore Longo           |
| 95 | Italia (bandiera)  | D     | Mattia Agostinelli        |